# John Gibson Gallery
Die  John Gibson Gallery ist eine Galerie in New York City, New York, die 1971 von John Gibson gegründet wurde. Seit 2000 ist sie aus Altersgründen Gibsons geschlossen. 

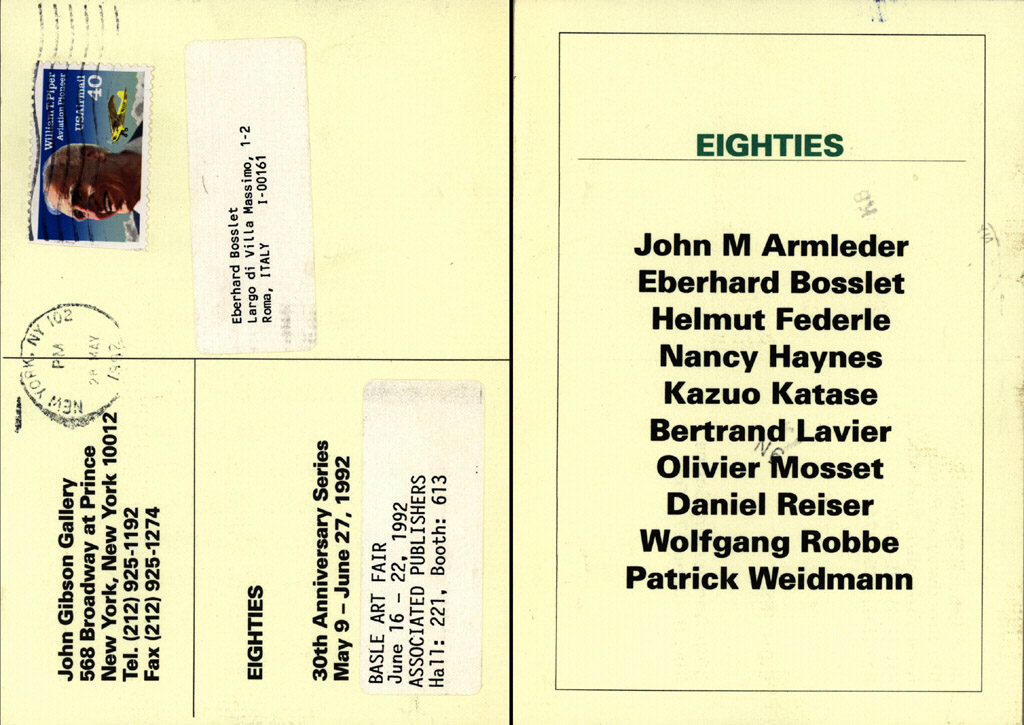
Invitation to contemporary art exhibition in New York

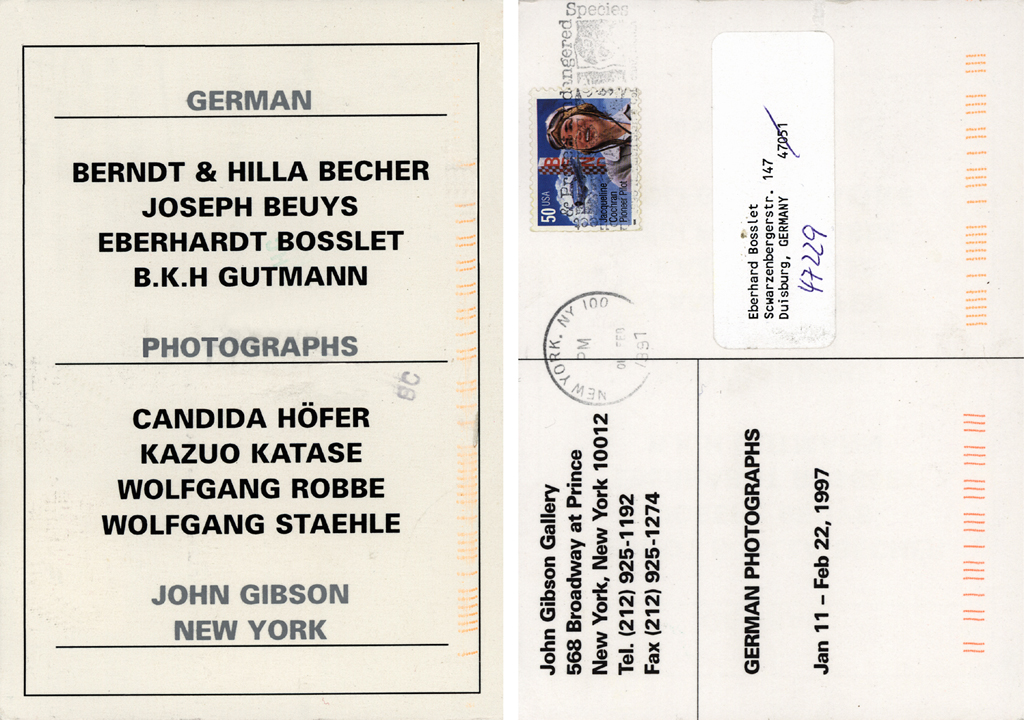
Invitation to contemporary art exhibition in New York

## Geschichte
John Gibson war der erste Direktor der Park Place Gallery im Jahre 1963. In den frühen 1970er Jahren eröffnete er seine eigene Galerie. 1966 begann SoHo, eine wachsende Künstlergemeinschaft zu werden. Park Place Gallery war die erste Galerie in SoHo und wurde ein Mekka und Treffpunkt für Künstler jung und alt. Besonders überfüllt und beliebt waren die besonderen Musikaufführungen und andere spezielle Programme der Galerie. Die Eröffnungen und begleiteten Künstlerfeste waren immer überfüllte Veranstaltungen.
Während der frühen bis Mitte der 1960er Jahre revolutionierte diese Gruppe junger Künstler, die die Park Place Gallery bildeten, was für junge Künstler möglich war. Pionierarbeit  leistete die  Park Place Gallery für SoHo, indem sie zum ersten Mal viele bedeutende junge Künstler zeigte, die später berühmt und erfolgreich wurden. Die ursprünglichen Mitglieder Mark di Suvero, Frosty Myers, Robert Grosvenor, Ed Ruda, Dean Fleming, Leo Valledor, Peter Forakis, Tamara Melcher, Tony Magar und später David Novros, John Baldwin und Gay Glading waren alle hochkarätige junge Künstler. Finanziert durch die Lannan-Stiftung und private Sammler, waren John Gibson und später Paula Cooper die Direktoren. Park Place wurde zum Zentrum der Aufmerksamkeit für die Kunstszene downtown Manhattan.

## Künstler
Die Galerie ist vor allem für die Minimal-Art, Landart, arte povera, Konzeptkunst  und für europäische Künstler bekannt, die sie vertreten hat und deren Karriere sie entscheidend mit befördert hatte.
Zu diesen Künstlern gehören:
- Carl Andre
- John M. Armleder
- Arman
- Jennifer Bartlett
- Joseph Beuys
- Bill Beckley
- Ford Beckman
- Eberhard Bosslet
- Daniel Buren
- Beth Brenner
- James Carpenter
- Saint Clair Cemin
- William Childress
- Tony Cragg
- Christo
- Abraham David Christian
- Jan Dibbets
- John Dogg
- Christian Eckart
- Suzan Etkin
- Peter Fend
- Joel Fisher
- Peter Halley
- Noel Harding
- Peter Hutchinson
- Eva Hesse
- Wil Insley
- Leandre Katz
- Allan Kaprow
- Bertrand Lavier
- Ange Leccia
- Bill Lundberg
- Richard Long
- Robert Morris
- Gordon Matta-Clark
- Mario Merz
- Olivier Mosset
- Thom Merrick
- Bruce Nauman
- Cleas Oldenburg
- Denis Oppenheim
- Joel Otterson
- Panamarenko
- Steven Parrino
- Stephen Poser
- Lucio Pozzi
- Holt Quentel
- Janet Rifkin
- Robert Ryman
- Richard Serra
- Salvatore Scarpitta
- Bill Schwarz
- Wolfgang Staehle
- Keith Sonnier
- Mark di Suvero
- Robert Smithson
- Mark Stahl
- Haim Steinbach
- Richard Tuttle
- Valentin Tatransky
- Not Vital
- Wallace & Donohue
- Michael Zwack
- Meg Webster
- Lawrence Weiner

## Galeriestandorte
- 1968 John Gibson Gallery – Projects for Commissions, 27 East 67th Street, NY 10021
- 1974 John Gibson Gallery Inc. 392 West Broadway, NY 10021
- 1984 John Gibson Gallery Inc. 205 East 78th Street, NY 10021
- 1987–2000 John Gibson Gallery Inc. 568 Broadway, NY 10012

## Kunstmessen
- Art Basel (1972, 75, 76, 78, 79, 87, 88, 89, 90, 91)
- Art Cologne (1974, 75)